# 海军淋浴法
海军淋浴法是一种能够在很大程度上节约水和能源的洗澡方法。

## 基本步骤
1. 打开水龙头
2. 迅速打湿身体
3. 关掉水龙头
4. 抹上肥皂并搓洗污垢
5. 再打开水龙头沖掉肥皂沫，結束

总的用水时间基本上在2分钟以内，通常会更少。

## 起源
海军淋浴法起源于军舰，那里缺乏淡水供应。使用这种方法，舰上人员可以保持个人卫生，并且节约有限的淡水供应。这一方法被那些希望节约水和加热水所需能源的人士所采用，无论是环境还是经济原因。海上人员在没有停靠在码头，容易得到淡水时会使用海军淋浴法。10分钟的淋浴将耗费多达230公升水，而海军淋浴法通常只耗费11公升水；每人每年将节约56,000公升水。2001年，对于佛罗里达州家庭，如果使用电热水器，总的节省是，大约每人每年能够节省380美元。
与海军淋浴法相反，美国海军使用好莱坞淋浴法来指更长时间的淋浴，没有用水的限制——通常作为对于海上海军人员的一种奖励，或当海水淡化装置的淡水生产剩余时，由工程部门进行的。